# Ethnologue
Az Ethnologue (teljes angol címén: Ethnologue: Languages of the World, azaz „Etnológus: A világ nyelvei”) nyomtatott és internetes formában is elérhető nyelvkatalógus. Kibocsátója a SIL International (korábban ismert nevén Summer Institute of Linguistics, „Nyári Nyelvi Intézet”) keresztény nyelvészeti szolgáltató szervezet, melynek célja a kevésbé ismert nyelvek tanulmányozása a nyelv fejlődésének elősegítésére, valamint hogy – az adott nyelv beszélőivel együttműködve – beszélőiket saját nyelvükön írt Bibliával lássa el. A Linguasphere Observatory Register mellett jelenleg a legteljesebb elérhető adatbázis a világ nyelveiről.

## Rövid történet
A 2009-ben kibocsájtott 16. kiadás 7358 nyelv adatait tartalmazza (szemben a 2005-ös 15. kiadás 6912, és a 2000-es 14. kiadás 6809 nyelvével). Megadja a beszélők számát, földrajzi területét, dialektusait, a nyelvek neveit (az adott nyelv elsődleges nevén kívül felsorolja a nyelvnek a beszélői által, a hivatalos kormányzati szervek, a külföldiek és a szomszédos népek által használt neveit, valamint a történelem során használt különféle elnevezéseit is), valamint egyéb részleteket (pl. kölcsönös érthetőség százalékos aránya a főbb rokon nyelvekkel, az adott nyelven elérhető bibliák). A kiadvány írói szociolingvisztikai módszerekkel határozzák meg, hogy mi tekinthető külön nyelvnek, és mi csak dialektusnak. Az Ethnologue ebben az ISO 639-3 szabvány kritériumait használja, mely elsősorban a kölcsönös érthetőségen alapszik.
1984-ben az Ethnologue hárombetűs kódrendszert vezetett be az egyes nyelvek azonosítására, az úgynevezett SIL-kódot. A korábbi ISO 639-1 szabványnál ez az új kódrendszer jóval átfogóbb volt. A 14. kiadás már 7148 nyelv kódjait tartalmazta, amelyek általában nem egyeztek meg az újabb nemzetközi szabvány, az ISO 639-2 kódjaival. 2002-ben az Ethnologue-ot felkérték, hogy az ISO-val (International Organization for Standardization), a nemzetközi sztenderdek kialakítására létrehozott szervezettel együtt dolgozva hozzanak létre most már egységes kódrendszert. Az Ethnologue ma is az e munka eredményeként létrejött kódrendszert, az ISO 639-3-at használja. A 15. kiadásban már 7229 kód szerepelt. A kiadvány semlegességét néha vitatják, néha dicsérik.

## Az Ethnologue nyelvcsaládjai
Az alábbiakban az Ethnologue nyelvmutatójának tizenhatodik kiadásában szereplő nyelvcsaládok listája olvasható, a kontinens megadásával és az Ethnologue mutatója alapján a nyelvcsaládba tartozó nyelvek számával kiegészítve. A besorolt nyelvek mellett az Ethnologue számon tart 50 szigetnyelvet és 73 besorolatlan természetes nyelvet, továbbá 1 mesterséges, 82 kreol, 17 pidzsin, 130 jel- és 23 közvetítőnyelvet is.
| Nyelvcsalád             | Kontinens           | Nyelvek száma |
| ----------------------- | ------------------- | ------------- |
| afroázsiai              | Afrika/Ázsia        | 374           |
| algonkin                | Észak-Amerika       | 44            |
| altaji                  | Európa/Ázsia        | 66            |
| amto-muszan             | Ausztrálázsia       | 2             |
| andamán                 | Ázsia               | 13            |
| andoki                  | Dél-Amerika         | 2             |
| arafundi                | Ausztrálázsia       | 3             |
| araukán                 | Dél-Amerika         | 2             |
| arava                   | Dél-Amerika         | 5             |
| aravak                  | Dél-Amerika         | 59            |
| Arutani–Sape            | Dél-Amerika         | 2             |
| Australian              | Ausztrálázsia       | 264           |
| Austro-Asiatic          | Ázsia               | 169           |
| Austronesian            | Ázsia/Ausztrálázsia | 1257          |
| Aymaran                 | Dél-Amerika         | 3             |
| Barbacoan               | Dél-Amerika         | 7             |
| baszk                   | Európa              | 1             |
| Bayono–Awbono           | Ausztrálázsia       | 2             |
| Border                  | Ausztrálázsia       | 15            |
| Cahuapanan              | Dél-Amerika         | 2             |
| Central Solomons        | Ausztrálázsia       | 4             |
| Chapacura-Wanham        | Dél-Amerika         | 5             |
| Chibchan                | Dél-Amerika         | 21            |
| Chimakuan               | Észak-Amerika       | 1             |
| Choco                   | Dél-Amerika         | 12            |
| Chon                    | Dél-Amerika         | 2             |
| Chukotko-Kamchatkan     | Ázsia               | 5             |
| Chumash                 | Észak-Amerika       | 7             |
| Coahuiltecan            | Észak-Amerika       | 1             |
| dél-kaukázusi           | Ázsia               | 5             |
| dravida                 | Ázsia               | 85            |
| East Geelvink Bay       | Ausztrálázsia       | 11            |
| East New Britain        | Ausztrálázsia       | 7             |
| Eastern Trans-Fly       | Ausztrálázsia       | 4             |
| Eskimo–Aleut            | Észak-Amerika       | 11            |
| északnyugat-kaukázusi   | Európa/Ázsia        | 34            |
| Guahiban                | Dél-Amerika         | 5             |
| Gulf                    | Észak-Amerika       | 4             |
| Harakmbet               | Dél-Amerika         | 2             |
| Hibito–Cholon           | Dél-Amerika         | 2             |
| Hmong–Mien              | Ázsia               | 38            |
| Hokan                   | Észak-Amerika       | 23            |
| Huavean                 | Észak-Amerika       | 4             |
| indoeurópai             | Európa/Ázsia        | 439           |
| Iroquoian               | Észak-Amerika       | 9             |
| Japonic                 | Ázsia               | 12            |
| Jivaroan                | Dél-Amerika         | 4             |
| kaddó                   | Észak-Amerika       | 5             |
| kajova-tano             | Észak-Amerika       | 6             |
| karib                   | Dél-Amerika         | 31            |
| Katukinan               | Dél-Amerika         | 3             |
| Kaure                   | Ausztrálázsia       | 4             |
| keresz                  | Észak-Amerika       | 2             |
| koiszan                 | Afrika              | 27            |
| kvomtari                | Ausztrálázsia       | 10            |
| Lakes Plain             | Ausztrálázsia       | 20            |
| Left May                | Ausztrálázsia       | 2             |
| Lower Mamberamo         | Ausztrálázsia       | 2             |
| Lule–Vilela             | Dél-Amerika         | 1             |
| Macro-Ge                | Dél-Amerika         | 32            |
| Mairasi                 | Ausztrálázsia       | 3             |
| maja                    | Észak-Amerika       | 69            |
| Maku                    | Dél-Amerika         | 6             |
| Mascoian                | Dél-Amerika         | 5             |
| Mataco–Guaicuru         | Dél-Amerika         | 12            |
| Maybrat                 | Ausztrálázsia       | 2             |
| mihe-zoke               | Észak-Amerika       | 17            |
| miszumalpa              | Észak-Amerika       | 4             |
| Mongol-Langam           | Ausztrálázsia       | 3             |
| Mura                    | Dél-Amerika         | 1             |
| muszkogi                | Észak-Amerika       | 6             |
| na-dene                 | Észak-Amerika       | 46            |
| nambikvara              | Dél-Amerika         | 7             |
| niger-kongói            | Afrika              | 1532          |
| nílus-szaharai          | Afrika              | 205           |
| Nimboran                | Ausztrálázsia       | 5             |
| North Bougainville      | Ausztrálázsia       | 4             |
| North Brazil            | Dél-Amerika         | 1             |
| Oto-Manguean            | Észak-Amerika       | 177           |
| pano                    | Dél-Amerika         | 28            |
| pano-takana             | Dél-Amerika         | 6             |
| Pauwasi                 | Ausztrálázsia       | 5             |
| Peba–Yaguan             | Dél-Amerika         | 2             |
| penuti                  | Észak-Amerika       | 33            |
| Piawi                   | Ausztrálázsia       | 2             |
| Quechuan                | Dél-Amerika         | 46            |
| Ramu – Lower Sepik      | Ausztrálázsia       | 32            |
| Salishan                | Észak-Amerika       | 26            |
| Salivan                 | Dél-Amerika         | 3             |
| Senagi                  | Ausztrálázsia       | 2             |
| sentani                 | Ausztrálázsia       | 8             |
| Sepik folyó vidéki      | Ausztrálázsia       | 56            |
| sino-tibeti             | Ázsia               | 449           |
| Sko                     | Ausztrálázsia       | 7             |
| Somahai                 | Ausztrálázsia       | 2             |
| South Bougainville      | Ausztrálázsia       | 9             |
| South-Central Papuan    | Ausztrálázsia       | 22            |
| sziú                    | Észak-Amerika       | 17            |
| Tai–Kadai               | Ázsia               | 92            |
| Tarascan                | Észak-Amerika       | 2             |
| Tequistlatecan          | Észak-Amerika       | 2             |
| Tor–Kwerba              | Ausztrálázsia       | 24            |
| Torricelli              | Ausztrálázsia       | 56            |
| Totonacan               | Észak-Amerika       | 12            |
| Trans–New Guinea        | Ausztrálázsia       | 477           |
| Tucanoan                | Dél-Amerika         | 25            |
| Tupi                    | Dél-Amerika         | 76            |
| uráli                   | Európa/Ázsia        | 37            |
| Uru–Chipaya             | Dél-Amerika         | 2             |
| Uto-Aztecan             | Észak-Amerika       | 61            |
| Wakashan                | Észak-Amerika       | 5             |
| West Papuan             | Ausztrálázsia       | 23            |
| Witotoan                | Dél-Amerika         | 6             |
| Yanomam                 | Dél-Amerika         | 4             |
| Yele – West New Britain | Ausztrálázsia       | 3             |
| Yeniseian               | Ázsia               | 2             |
| Yuat                    | Ausztrálázsia       | 6             |
| Yukaghir                | Ázsia               | 2             |
| Yuki–Wappo              | Észak-Amerika       | 2             |
| Zamucoan                | Dél-Amerika         | 2             |
| Zaparoan                | Dél-Amerika         | 7             |

## A 15. kiadás felépítése
- Contents – Tartalomjegyzék (5. oldal)
- Abbreviations – Rövidítésjegyzék (6. oldal)
- Introduction – Bevezetés (7–13. oldal)
- Statistical Summaries – Statisztikai táblázatok (15–36. oldal)
- Part I. Languages of the World – I. rész: A világ nyelveinek katalógusa, földrészenként, országonként (37–672. oldal)
- Part II. Language Maps – II. rész: Nyelvi térképek (673–887. oldal)
- Part III. Indexes – III. rész: Mutatók (889–1272. oldal)
  - Language Name Index – Nyelvnévmutató (891–1229. oldal)
  - Language Code Index – A nyelvek hárombetűs kódjainak mutatója (1231–1270. oldal)
  - Country Index – Országnévmutató (1271–1272. oldal)